# Lauda
Lauda (в прошлом Laudamotion) или Lauda Europe — австрийская бюджетная авиакомпания ранее называлась Amira Air.
Её основал австрийский автогонщик Ники Лауда. Сначала компания занималась перевозками бизнес-класса, но с 2018 переориентировалась на регулярные рейсы.
В августе 2018 года ирландская авиакомпания Ryanair объявила о доведении своей доли в компании до 75 %, что сделало Laudamotion её дочерней авиакомпанией. Одновременно анонсировано увеличение флота до 19 самолётов.
В марте 2019 года авиакомпания была переименована в Lauda (прежнее название Laudamotion).

## Флот
По состоянию на февраль 2022 года флот состоит из 29 самолётов. Парк полностью состоит из бортов Airbus A320.